# Jaroměř

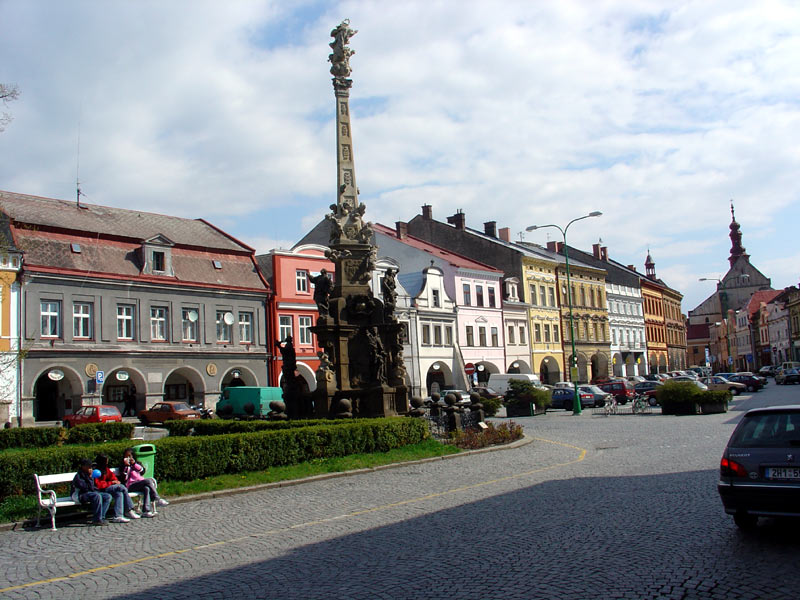

Jaroměř (germană Jermer, poloneză Jaromierz) este un oraș în regiunea Hradec Králové, Republica Cehă.
1. ↑  Q66537830, accesat în 18 august 2019
2. ↑   https://www.jaromer-josefov.cz/modules/file_storage/download.php?file=03fe8247%7C777&inline=1, accesat în 9 noiembrie 2023 Lipsește sau este vid: |title= (ajutor)
3. ↑  Malý lexikon obcí České republiky - 2017, accesat în 28 august 2018
4. ↑  Registr územní identifikace, adres a nemovitostí[*] Verificați valoarea |titlelink= (ajutor);